# Качичи
Качичи (на хърватски: Kačići) са влиятелен хърватски аристократичен род, чиито представители в историческите извори са сочени като благородници от жупания Лука около Задар и Биоград на Мору в периода XII-XVI в., също като князе на Омиш през XII-XIII в., а по-късно през XV-XVI в. и в крайбрежната ивица на Далмация – т.нар. Макарска ривиера. Един от клоновете от фамилията се установява в Унгария.

## Етимология на името
Изказано е предположение, че фамилното име на рода произлиза от славянската дума kača (змия). Важно е да се отбележи, че този род трябва ясно да се разграничава от близкия по звучене също знатен род Кашичи (Kašići).

## История
Качичи са един от дванадесетте благородни рода, описани в Pacta conventa (договор сключен между унгарския крал Калман Книжник и хърватските боляри в 1102 г., касаещ статута на Хърватия в съюза ѝ с Кралство Унгария), както и в сборника Supetarski kartular от XII в., съдържащ грамоти и харти от 1080 – 1187 г.
Първото споменаване на Качичи е от 1165 г. от византийския историк Йоан Кинам, който съобщава, че 57 града в Хърватия и Далмация, в това число и земи на Качичи, преминават под властта на Византия. В документ от 1182 г. се изреждат поименно следните представители на фамилията – Мирош Качич и синът му Доброш, бащата на Мирош – Толян, който е съдия, а още Толиш Качич със синовете си Джураш и Дешко, Премко Качич със синовете си Драгош и Прибислав, и вероятно Отра със сина си Драгослав.
Родът Качичи произхожда от областта на Задар около река Кърка като по времето на крал Петър Крешимир IV някои негови членове изглежда се преместват при реките Цетина и Неретва. Родовото име Качичи може да се открие в топоними като Качина Горица (средновековно село, на мястото на което днес се намира село Ислам Гръчки), Качищина (предполагаемо друго наименование на Бистровина), Качичич и Качич. Имената на всички тези села ясно указват чие владение са били.
Любопитна подробност е, че срещу някои Качичи има обвинения, че са патарени.

## Представителите на рода в Омиш
Първото споменаване на княз на Омиш от рода Качичи, а именно Никола Качич, е през 1167 г. в мирно споразумение с Котор. Същият през 1190 г. сключва мирен договор и с Дубровник, който подобно на предходното споразумение с Котор, гарантира свободно и безопасно корабоплаване във водите на Адриатическо море.
Следващото мирно споразумение на Качичи е от 1208 г. с Венеция и в него са упоменати следните членове на рода – Десислав, Радош, Драган, Богдан и Синко.
Известно е, че някои Качичи се занимават с пиратство и през 1279 – 1280 г. Венеция предприема успешна военна кампания срещу тях като превзема Омиш, ликвидирайки по този начин пречещото на търговската ѝ дейност пиратство в Южна Далмация. А първото споменаване на връзката на рода с пиратството е от февруари 1215 г. Вследствие на войната с Венеция Качичи отстъпват лидерството си в района на Омиш в полза на аристократичния род Шубичи, но вероятно остават да живеят в този край.
По-известни представители на този клон на Качичите са:
- Никола Качич, управлявал ок. 1167 – 1180;
- Себена Качич, Малдуч Качич, Радош Качич и Богдан Качич;
- Джурадж или Дуро Качич (ок.1234 – 1243), женен за дъщерята на сръбския крал Стефан Владислав и българската княгиня Белослава Асенина. Такива сведения дава едно писмо от 1276 г. на Дуро Качич, в което е отбелязано също, че съпругата му получава зестра от баща си[15][16].

## Макарското разклонение на рода
В изворите от XV в. Качичи се появяват в т.нар. Макарска ривиера, като вероятно става въпрос за потомци на Омишкия клон на рода. Към тези Качичи принадлежи поетът и философ Андрия Миошич Качич, чиято творба „Razgovor ugodni naroda slovinskog“ („Разговор угоден за славянския народ“), написана през 1756 г., остава едно от най-популярните хърватски литературни произведения за повече от век.
Според запазената от Миошич Качич генеалогия на рода един от братята се установява в Задар, друг в Шибеник, а още двама в Макарска ривиера, където построяват замъци в Градац и Търпан, а едновременно с това се отдават и на пиратство до Апулия.
През 1499 г. те стават васали на Османската империя. От началото на XVII в. те отново могат да бъдат проследени из историческите документи като вече са се вляли в няколко фамилии, водещи началото си от князете по Адриатическото крайбрежие. Според родословното им дърво четирима сина на Вукашин Качич дават началото на нови разклонения, имената на тези синове са Вукмир, Грубиша, Радоя и Радоня като напр. наследниците на Вукмир са известни като Качичи от Градац докато тези на Грубиша и Радоня се наричат Качичи от Брист.
Едно от разклоненията на рода в Макарската ривиера са Митровичите. Сред известните Митровичи от село Зеленград са Янко Митрович и Стоян Янкович Митрович.